# Colonizzazione vichinga dell'America
La colonizzazione vichinga dell'America iniziò verso il X secolo, quando i navigatori norreni (spesso impropriamente definiti vichinghi, termine che invece designa i razziatori o i briganti) esplorarono e colonizzarono le aree dell'Atlantico settentrionale, comprese le coste nord-orientali dell'America del Nord.
Mentre la colonia norrena della Groenlandia fu sfruttata per quasi 500 anni, gli insediamenti continentali in America settentrionale furono piccoli e non divennero mai colonie permanenti. Furono effettuati numerosi viaggi sul continente, ad esempio per approvvigionarsi di legname, ma non esistono prove archeologiche di insediamenti norreni duraturi.

## Groenlandia

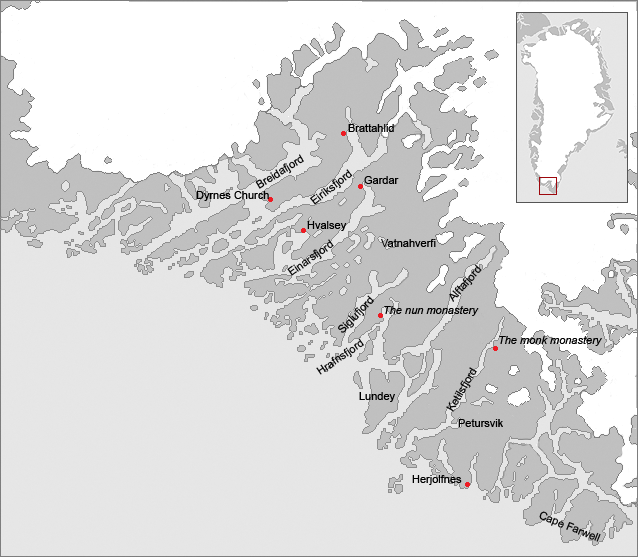
Mappa dell'insediamento orientale, che occupava all'incirca l'attuale comune di Kujalleq. Sono mostrati Eiriksfjord (fiordo di Erik) e la sua fattoria Brattahlíð, oggi sede del vescovado di Gardar

Secondo le Saghe degli Islandesi, i norreni provenienti dall'Islanda colonizzarono la Groenlandia nel decennio del 980. Non esistono particolari motivi per dubitare della veridicità delle informazioni fornite dalle saghe riguardo al vero inizio della colonizzazione, ma non possono essere considerate fonte primaria per la storia della Groenlandia perché includono al loro interno commenti degli scrittori e voci dell'Islanda medievale che non sono sempre affidabili. Si dice che Erik il Rosso (in lingua norrena: Eiríkr rauði), bandito dall'Islanda per omicidio, abbia esplorato le coste sud-occidentali disabitate della Groenlandia durante i tre anni di esilio. Organizzò la colonizzazione dell'area, scegliendo anche il nome di Groenlandia per attirare potenziali coloni, dicendo "che le persone sarebbero state invogliate a colonizzare la terra per il fatto che aveva un bel nome". Il punto più interno di un lungo fiordo, che da lui prende il nome di Eiriksfjord, fu il punto in cui stabilì la sua casa, Brattahlíð. Stipulò con coloro che lo seguirono trattati riguardo alle terre.

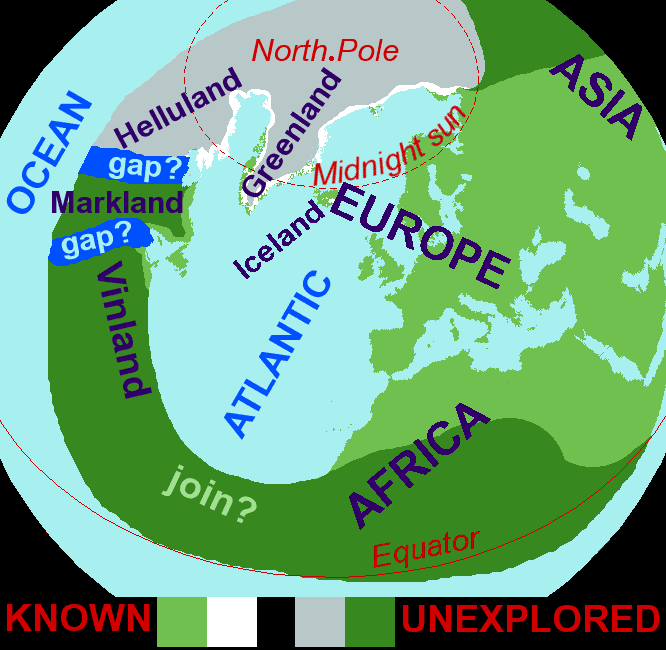
Concetti geografici norreni medievali

Al suo culmine, la colonia era composta da due insediamenti, l'Insediamento orientale e l'Insediamento occidentale, con una popolazione di 3000-5000 persone; almeno 400 fattorie sono state identificate dagli archeologi. La Groenlandia norrena ebbe un Principe vescovo (a Garðar) ed esportava avorio di tricheco, pelli, corde, pecore, grasso di balena, animali vivi quali orsi polari e pelli del bestiame. Nel 1261 la popolazione accettò di essere sottoposta al re norvegese nonostante continuasse a mantenere una propria legislazione. Nel 1380 il regno norvegese si unì al regno di Danimarca.
Il declino della colonia iniziò nel XIV secolo. L'insediamento Occidentale fu abbandonato attorno al 1350, e a partire dal 1378 non esistette più il principe vescovo di Garðar. L'ultima citazione riguardo ai coloni è la registrazione di un matrimonio nel 1408. Probabilmente l'insediamento orientale fu abbandonato alla fine del XV secolo. Le datazioni più recenti fatte al carbonio-14 nel 2002 hanno dato come risultato il 1430 (con uno scarto in più o in meno di 15 anni). Sono state avanzate molte teorie per spiegarne il declino. La piccola era glaciale di questo periodo potrebbe aver reso più difficoltosi i viaggi tra Groenlandia ed Europa, ed avrebbe reso quasi impossibile la coltivazione delle terre della colonia; inoltre, l'avorio della Groenlandia potrebbe essere stato soppiantato sui mercati europei dal più economico avorio proveniente dall'Africa. Nonostante la perdita di contatti con i groenlandesi, la corona norvegese-danese continuò a considerare la Groenlandia un proprio possedimento.
Non sapendo se la civiltà norrena fosse rimasta o meno in Groenlandia, e temendo che se lo fosse stato gli abitanti sarebbero ancora stati cattolici 200 anni dopo che in Scandinavia giunse la riforma protestante, una spedizione di mercanti e chierici guidata dal missionario norvegese Hans Egede partì per la Groenlandia nel 1721. Nonostante questa spedizione non trovò europei sopravvissuti, segnò l'inizio della dichiarazione di sovranità danese sull'isola.

## Vinland e L'Anse aux Meadows

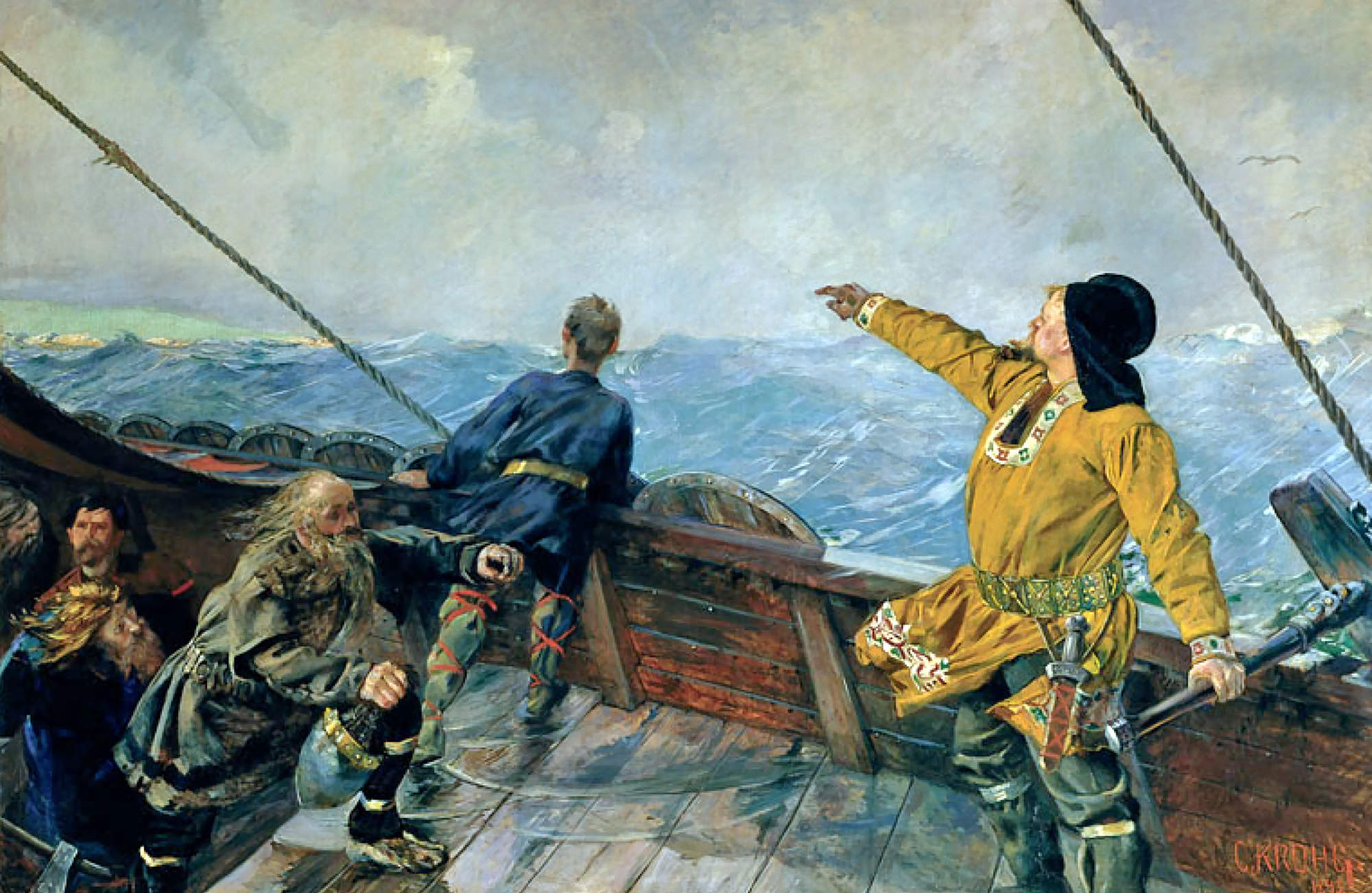
Leif Erikson scopre l'America. Di Christian Krohg (1893)

Secondo le saghe islandesi ("Saga di Erik il Rosso" e "Grœnlendinga saga", capitoli dell'Hauksbók e Flateyjarbók), i norreni iniziarono ad esplorare le terre ad ovest della Groenlandia solo pochi anni dopo la creazione di insediamenti sull'isola. Nel 985, salpando dalla Groenlandia con una flotta composta da 400-700 coloni e 25 navi (14 delle quali completarono il viaggio), un mercante di nome Bjarni Herjólfsson raggiunse in tre giorni di navigazione nuove terre. Bjarni era solo interessato a trovare la fattoria del padre, ma descrisse la scoperta a Leif Erikson, il quale esplorò la zona in maniera più dettagliata creandovi un nuovo piccolo insediamento 15 anni più tardi.
Le saghe descrivono tre zone separate scoperte durante l'esplorazione: Helluland, che significa "terra delle pietre piatte"; Markland, "terra delle foreste", e Vinland, "terra del vino" (o come proposto dai moderni linguisti "terra dei prati"), a sud di Markland. Fu a Vinland che fu ritrovato l'insediamento descritto nelle saghe.
Tutti i quattro figli di Erik il Rosso visitarono il continente nordamericano: i maschi Leif, Thorvald e Thorstein e la sorella Freydis. Thorvald vi morì.

### Il campo invernale di Leif

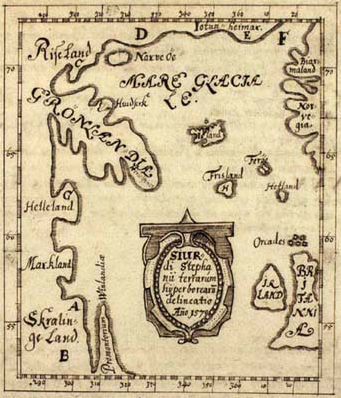
Mappa di Skálholt

Utilizzando rotte, riferimenti topografici, correnti oceaniche, rocce e venti descritti da Bjarni, Leif navigò per circa 3000 chilometri verso il Nuovo Mondo con un equipaggio di 35 uomini, governando lo stesso knarr utilizzato da Bjarni per il viaggio. Descrisse Helluland come "piatta e legnosa, con grandi spiagge bianche ovunque ed una costa in dolce pendenza". Leif e gli altri avevano cercato di convincere il padre, Erik il rosso, a guidare la spedizione. Nel momento in cui Erik tentò di unirsi al figlio Leif, cadde da cavallo scivolando su rocce umide vicino alla costa, e ferito dovette restare a casa.
Leif passò l'inverno del 1001, probabilmente nei pressi di Capo Bauld sulla costa settentrionale di Terranova, dove un giorno il suo padre adottivo tedesco Tyrker fu trovato ubriaco di quello che la saga chiama "bacche da vino". Viburnum edule, ribes e ossicocchi crescono in questa zona. Vi sono molte spiegazioni del perché Leif descrisse apparentemente le bacche fermentate come "vino."
Inoltre, in lingua norrena, il termine "vin" ha molti significati a seconda che venga usata una i corta (i) o una lunga (í). La í lunga in "vin" solitamente fa riferimento al "vino", mentre la i corta significherebbe "pascolo" o "prateria". Il dibattito sull'interpretazione del termine è tuttora aperto, ma i più moderni linguisti sostengono che "pascolo" o "prateria" sia una traduzione migliore per Vinland.
Leif passò un altro inverno a "Leifsbodarna" senza problemi, e riprese il viaggio di ritorno verso Brattahlid in Groenlandia per svolgere i suoi doveri di figlio.

### Il viaggio di Thorvald
Nel 1004 il fratello di Leif, Thorvald Eiriksson, salpò con 30 uomini verso Terranova, passando l'inverno al campo di Leif. In primavera Thorvald attaccò nove abitanti locali che stavano dormendo sotto le canoe coperte di pelli. La nona vittima fuggì e poco dopo tornò al campo norreno con i rinforzi. Thorvald fu ucciso da una freccia che riuscì a superare la barricata. Nonostante la breve ostilità che seguì, gli esploratori norreni passarono un altro inverno e ripartirono la primavera seguente. Successivamente un altro fratello di Leif, Thorstein, partì per il Nuovo Mondo per recuperare il corpo del fratello morto, ma vi restò solo un'estate.

### Spedizione di Karlsefni
Nel 1009 Þorfinnr Karlsefni, noto anche come "Thorfinn il Valoroso", caricò tre navi con bestiame e 160 uomini e donne (nonostante un'altra fonte parli di 250 persone). Dopo un rigido inverno, si diresse a sud approdando a Straumfjord, spostandosi in seguito a Straumsöy, forse a causa della forte corrente presente. Un segno delle pacifiche relazioni tra nativi americani e norreni si trova qui; i due gruppi barattarono pelli e scoiattoli grigi con latte e vestiti rossi, che i nativi tenevano sulla testa come una sorta di copricapo.
Vi sono racconti di conflitti, ma secondo una fonte un toro appartenuto a Karlsefni si allontanò dal bosco, spaventando in nativi che si allontanarono con le loro barche di pelli. Fecero ritorno tre giorni dopo con i rinforzi. I nativi usarono catapulte, lanciando "una grande sfera su un palo; era di colore blu scuro" della dimensione approssimativa della pancia di una pecora, che volò sulle teste degli uomini facendo baccano. I norreni si ritirarono. La sorellastra di Leif Erikson, Freydís Eiríksdóttir era incinta ed impossibilitata a seguire gli uomini in ritirata. Li richiamò esortandoli a smettere di fuggire da "tali pietosi esseri", aggiungendo che se avesse avuto un'arma avrebbe potuto fare di meglio. Freydís prese la spada di un uomo ucciso dai nativi, e li mise in fuga.

## Nessuna colonia permanente
Gli insediamenti nell'America settentrionale continentale avrebbero dovuto sfruttare le risorse locali quali pelli e legna, poco presente in Groenlandia. Non è chiaro perché gli insediamenti a breve termine non divennero mai permanenti, anche se fu in parte dovuto alle difficili relazioni con i nativi americani, chiamati Skræling dai norreni. Sembra anche che gli sporadici viaggi a Markland per recuperare foraggio, legna e per commerciare con i locali siano durati 400 anni.
Tra le prove di viaggi continuativi vi è il Maine penny, una moneta norvegese risalente al regno di re Olaf Kyrre (1067–1093) che si dice sia stata rinvenuta in un sito archeologico di nativi americani nel Maine, il che fa ipotizzare scambi culturali tra norreni e nativi anche dopo l'XI secolo; ed una citazione degli Annali d'Islanda del 1347 che fa riferimento ad un piccolo vascello groenlandese con una ciurma di 18 uomini che giunse in Islanda tentando di tornare in Groenlandia da Markland con un carico di legna.

## Conseguenze

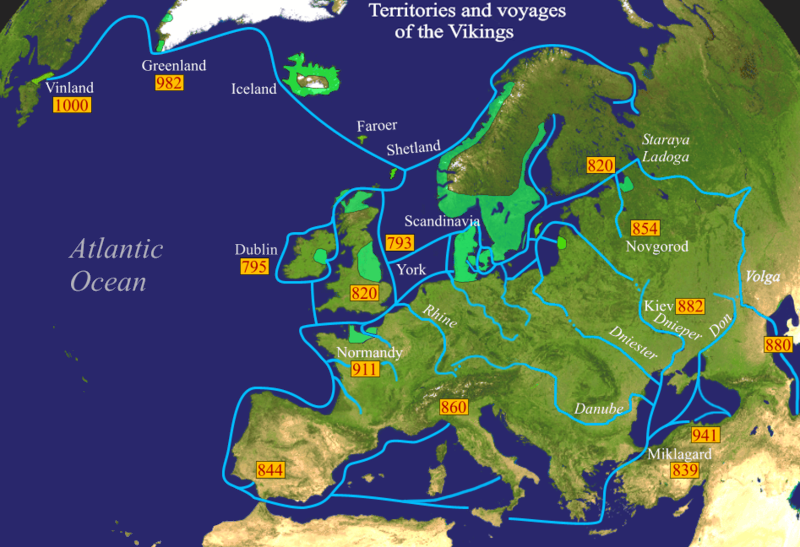
Territori e viaggi dei Vichinghi

Per alcuni secoli dopo che i viaggi di Cristoforo Colombo portarono ad una colonizzazione su larga scala delle Americhe da parte degli europei, non fu chiaro se le storie dell'esplorazione vichinga fossero vere o meno. Le saghe furono prima prese seriamente quando nel 1837 l'antiquario danese Carl Christian Rafn ipotizzò insediamenti norreni in America settentrionale.
Questa America, di nome Vinland, era citata nelle fonti scritte contenute in un'opera di Adamo da Brema, e risaliva approssimativamente al 1075. Fu solo nel XIII e XIV secolo che furono scritte importanti opere riguardo all'America settentrionale e ai suoi rapporti con i norreni.
La questione fu definitivamente aperta quando negli anni sessanta fu trovato un insediamento norreno a L'Anse aux Meadows a Terranova. Gli scavi erano stati effettuati dall'archeologa Anne Stine Ingstad e dal marito, Helge Ingstad. I luoghi citati nelle varie saghe sono però ancora sconosciuti. Molti storici identificano Helluland con l'isola di Baffin e Markland con il Labrador. La posizione di Vinland è una questione più spinosa. Molti credono che l'insediamento di L'Anse aux Meadows sia la Vinland descritta nelle saghe; altri ipotizzano che le saghe dipingono Vinland come più calda di Terranova, e che quindi sarebbe più a sud.
Alcune pietre runiche sono state rinvenute in America settentrionale, tra cui la famosa pietra runica di Kensington, che secondo alcuni sarebbero artefatti di epoca norrena, mentre per altri sarebbero semplici bufale. Esistono due mappe che rappresentano l'America settentrionale, la "mappa di Vinland", che alcuni credono legata all'esplorazione norrena, nonostante sia stato dimostrato essere un falso del XX secolo, e la mappa di Skálholt, fatta da un insegnante islandese nel 1570, della quale non esiste più il documento originale.